# Núi Kailash
Cách thủ phủ Lhasa của Tây Tạng trên 1.000 km về hướng Tây là núi thiêng Kailash, ngọn núi được thế giới mệnh danh là "vũ trụ tâm linh", nơi mà Kinh tạng Phật giáo gọi là núi Tu Di, cũng là nơi duy nhất ngày xưa Đức Phật và 500 vị A la hán đặt chân đến. Kailash là linh địa được bao quanh bởi 4 quả núi của tứ vị Phật và Kim Cang trong Ngũ Trí Như Lai, các hang động của Tổ sư Milarepa, đạo tràng của Tổ sư Liên Hoa Sanh và hang động của Bồ tát Quan Âm. Ngọn núi này rất linh thiêng huyền bí tuyết phủ quanh năm, có nhiều hoa văn kỳ bí, độc đáo. Các đỉnh núi cao nhất trên thế giới nổi tiếng như Everest, Lhotse, Cho Oyo, Nangar Parat hay Shishangpangma với độ cao trên 8000m từ lâu đã trở thành thách thức hấp dẫn để chinh phục của vô số con người trong thời đại văn minh nhưng thực tế những ngọn núi như Kailash trong dãy Gangdise hay đỉnh Kawakebo trong dãy Meili là những nơi bàn chân con người dường như không thể đặt lên. Chúng thực sự là những ngọn núi thiêng.